# Bounhe
Bounhe (en ukrainien : Бунге), ou Iounokomounarivsk (en ukrainien : Юнокомунарівськ ; en russe : Юнокоммуна́ровск) est une ville minière de l'oblast de Donetsk, en Ukraine. Elle dépend du conseil municipal d'Ienakiieve. Sa population s'élevait à 13 749 habitants en 2017.

## Géographie
La ville est située à 43 km au nord-est de Donetsk et à 5 km à l'est de Ienakiieve, et dont elle dépend au niveau de la communauté urbaine, dans le Donbass. Elle se trouve sur la rive est de la rivière Boulavyn, qui à sa confluence plus au sud-ouest avec la rivière Sadki, forme la rivière Krynka, principal affluent du fleuve côtier Mious, qui se jette dans la mer d'Azov. La ville est assise sur le Plateau du Donets, à 213 mètres d'altitude.

## Histoire
La ville est fondée en 1908, lorsque la Société sidérurgique russo-belge commence à exploiter des mines de charbon pour approvisionner l'usine Petrovski d'Ienakiieve. En 1924, la mine reçoit le nom de « Younkom » (Iounokomounarivsk), qui signifie « jeunes communards ». La cité minière porte ensuite le même nom. Elle reçoit le statut de ville en 1965 et atteint environ 21 000 habitants en 1974. La ville fait partie de l'agglomération de Horlivka-Ienakiieve.
En septembre 1979, une explosion nucléaire souterraine expérimentale eut lieu près de la ville, à 900 m de profondeur. La mine de charbon Younkom est fermée en 2001.
La ville est placée sous l'autorité de la république populaire de Donetsk au printemps 2014. En mai 2016, le gouvernement central de Kiev renomme la ville en Bounhe (ou Bounge en russe).

## Population
Recensements (*) ou estimations de la population :
| 1923* | 1926* | 1939*  | 1959*  | 1970*  | 1979*  |
| ----- | ----- | ------ | ------ | ------ | ------ |
| 2 926 | 5 187 | 10 663 | 17 669 | 20 622 | 22 501 |

| 1989*  | 2001*  | 2010   | 2011   | 2012   | 2013   |
| ------ | ------ | ------ | ------ | ------ | ------ |
| 20 743 | 17 813 | 14 839 | 14 570 | 14 375 | 14 154 |